# Emil Julkunen
Emil Julkunen, född 28 mars 1990, är en svensk innebandyspelare. Han är forward i Pixbo Wallenstam IBK där han har spelat sedan han startade sin innebandykarriär 1997. Säsongen 2008/2009 blev han uppflyttad till A-truppen och fick då debutera i Svenska Superligan. 
Under sin första säsong med Pixbos A-lag deltog Julkunen i 17 ligamatcher där han noterades för fem mål och tre assist. Efter klubbsäsongen blev Julkunen kallad till det svenska U19-landslaget och fick då vara med och ta VM-guld i Finland. Han noterades för åtta poäng på fem matcher i turneringen. Säsongen därpå förbättrade Julkunen sin poängskörd från debutsäsongen i Svenska Superligan men han lyckades inte hjälpa Pixbo till slutspel, utan laget slutade säsongen just under slutspelsstrecket på en nionde plats. Han gjorde 14 mål och fem assist på 26 matcher. Även säsongen 2009/2010 slutade dock i dur för Julkunen då han i maj var med och vann Student-VM i Umeå för det svenska laget. Han hade en framträdande roll under turneringen där han bland annat bidrog med ett mål under finalen mot Finland som Sverige vann med 3-2. Sammanlagt stod han för 14 poäng på sex matcher och slutade med det på en fjärdeplats i poängligan. 
Säsongen 2010/2011 blev ett litet genombrott för Julkunen då han klev fram som en av nyckelspelarna hos Pixbo Wallenstam. På 25 spelade matcher noterades han för 43 poäng fördelat på 24 mål och 19 assist. Med det var han starkt bidragande till att klubben slutade grundserien på sjunde plats och därmed tog sig till slutspel.
Emil Julkunen skrev under hösten 2010 på ett nytt kontrakt med Pixbo Wallenstam IBK som sträcker sig över tre år.

### Webbkällor
- ”Emil Julkunen - Innebandy.se”. innebandy.se. http://www.innebandy.se/templates/IDA/Player.aspx?PageId=8811&PlayerID=1074465&epslanguage=SV. Läst 24 februari 2011.